# Multinationales Kulturzentrum Kaunas
Koordinaten: 54° 53′ 56″ N, 23° 53′ 35″ O

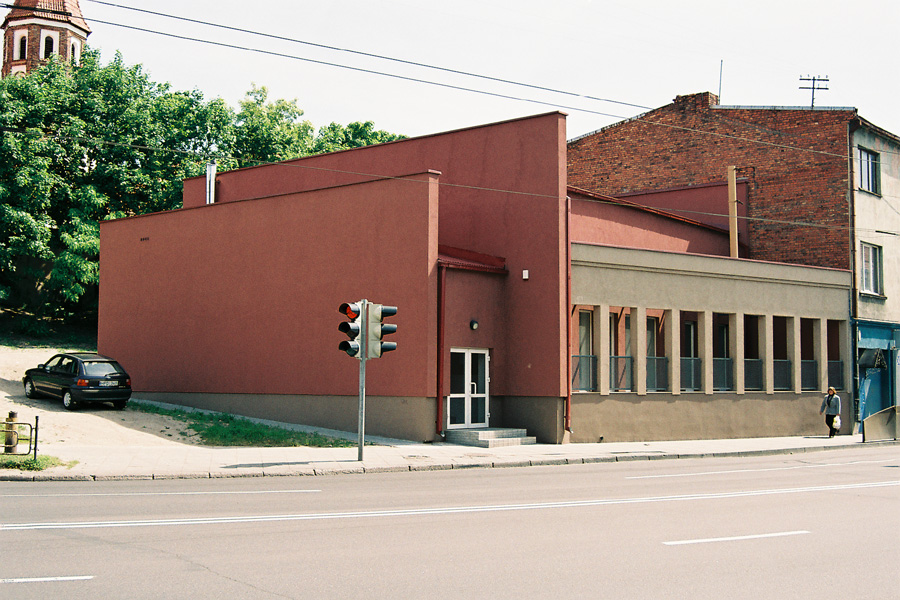
Multinationales Kulturzentrum Kaunas

Das multinationale Kulturzentrum Kaunas (Lit.: Kauno įvairių tautų kultūrų centras) ist eine Kultur- und Bildungseinrichtung in Kaunas, deren Tätigkeit nationalen Minderheiten hilft, ihre Identität und Kultur zu wahren. Des Weiteren fördert sie eine positive Integration der nationalen Minderheiten in die litauische Gesellschaft, grenzübergreifende Toleranz sowie Toleranz unter den Kulturen und ist bestrebt, eine bürgerliche Gesellschaft zu schaffen.

## Geschichte
Die Einrichtung wurde am 30. April 2004 gegründet. Sie wurde vom Departement für nationale Minderheiten und Auswanderer der litauischen Regierung sowie durch den Gemeinderat der Stadt Kaunas gegründet. Am 18. November 2004 wurde das Gebäude des multinationalen Zentrums Kaunas feierlich eröffnet. Auf Regierungsbeschluss wurden nach der Reorganisation des Departements für nationale Minderheiten und Auswanderer die Rechte des Teilhabers seit dem 1. Januar 2010 an das Kulturministerium der Republik Litauen übergeben. Leiter ist Dainius Babilas.

## Tätigkeit

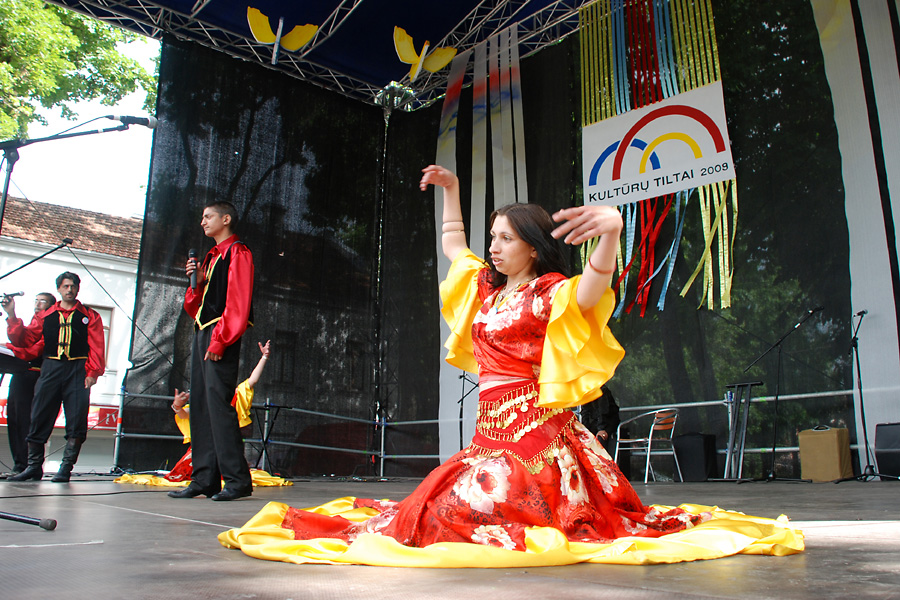
Brücken der Kulturen 2009

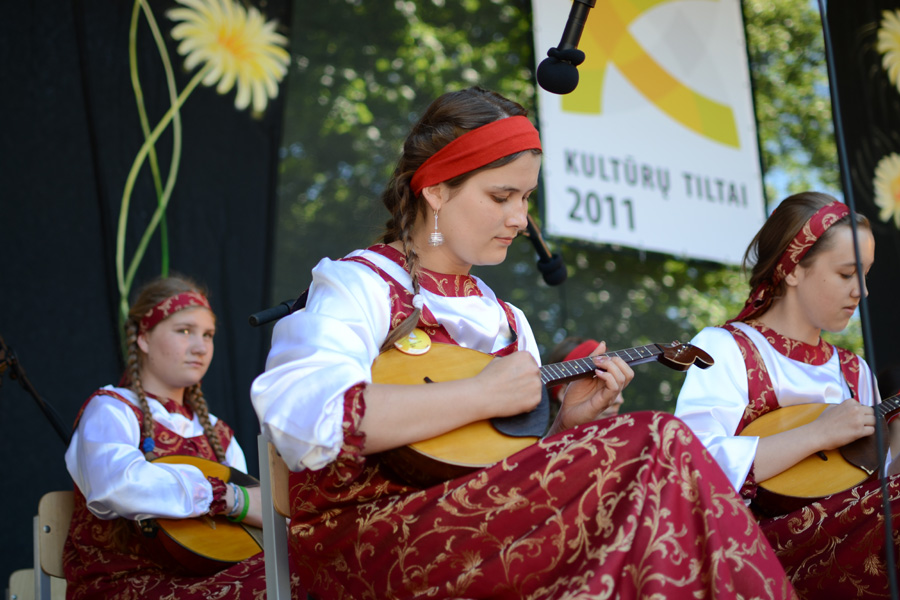
Brücken der Kulturen 2011

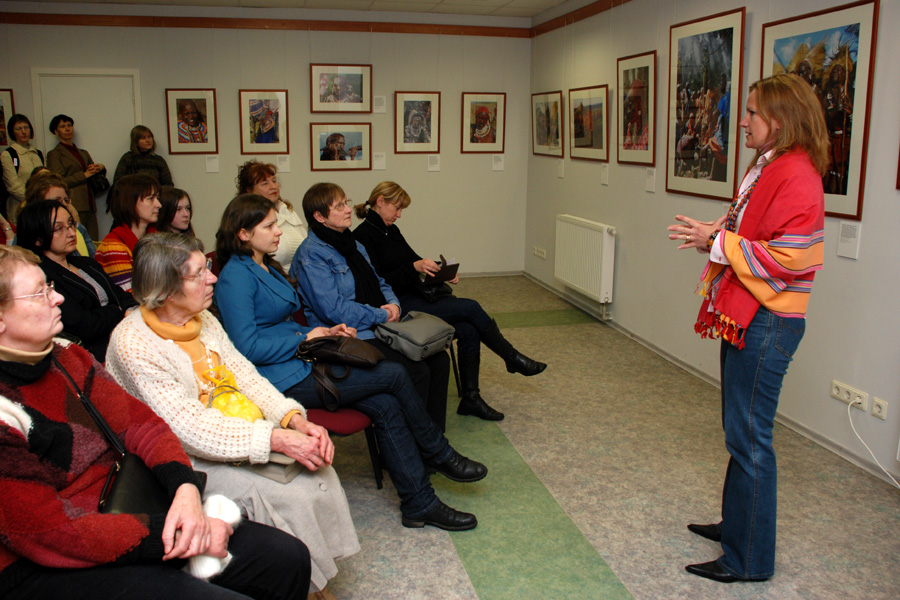
Ausstellung über Afrika

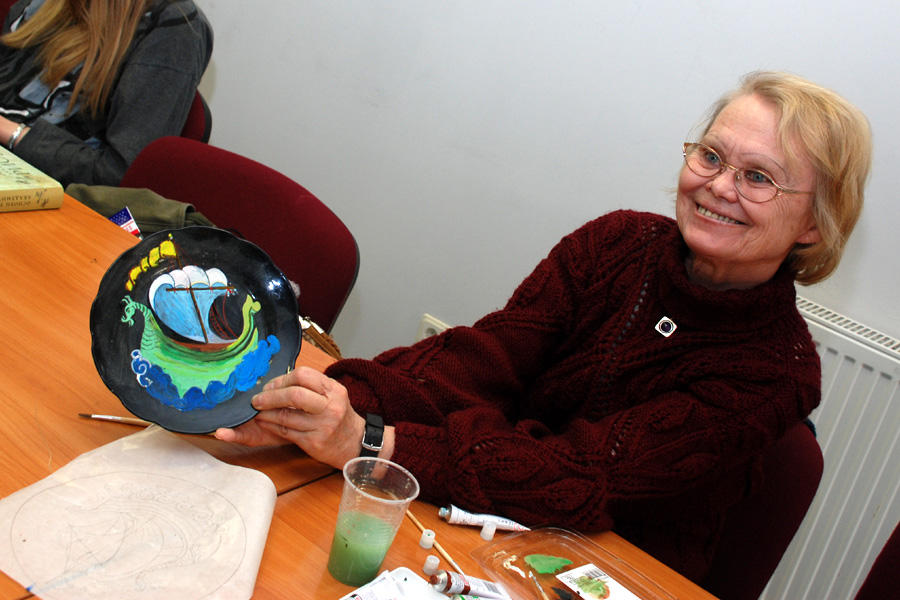
Craft Ausbildung

Die Einrichtung organisiert jährlich etwa 70 Kulturveranstaltungen: Konzerte, Kunstausstellungen, Abendunterhaltungen, Poesiestunden, Präsentationen des Kochkunsterbes und Buchvorstellungen. Außerdem organisiert sie Schulungen und Seminare für leitende, führende, aktive und junge Mitglieder der Gemeinschaften der nationalen Minderheiten. Die Einrichtung lädt Wissenschaftler und Fachleute zu wissenschaftlichen Konferenzen, Seminaren und Diskussionen über Geschichte, Tätigkeit, aktuelle Fragen und Probleme, Integrationsprozesse ein. Die Verwaltung der Einrichtung sammelt, systematisiert und verbreitet das Material über nationale Minderheiten, hilft den Wissenschaftlern, Studenten und Schülern bei der Durchführung von Forschungen, bereitet Vorträge und Artikel für die Presse vor und nimmt an Fernseh- und Rundfunksendungen teil.
In den Jahren 2006–2012 hat die Einrichtung das jährliche Festival der Völker Litauens "Brücken der Kulturen" – eine der größten Kulturveranstaltungen der nationalen Minderheiten in Litauen organisiert. Im Festival hat die besten Kunstkollektive der nationalen Minderheiten Litauens Konzerte gegeben, es wurden Präsentationen von Gewerben vorgestellt und schöpferische Aktionen der Kinder organisiert. Das Festival wurde traditionsgemäß im Zentrum der Stadt Kaunas unter freiem Himmel organisiert, im Jahre 2013 es wurde in Alytus veranstaltet. In den Jahren 2008 und 2013 hat die Einrichtung das Festival der Sonntagsschulen der nationalen Minderheiten veranstaltet, das jedes Jahr in einer anderen Stadt des Landes organisiert wird.
Seit dem Jahre 2006 organisiert die Einrichtung regelmäßig Fotografie-Projekte, in welchen die professionellen Fotokünstler mit den Gemeinschaften der nationalen Minderheiten und den Schülern der litauischen Schulen zusammenarbeiten, um Ausstellungen vorzubereiten, wo verschiedene Kulturen vorgestellt werden. Später werden diese Ausstellungen in verschiedenen Kulturzentren, Galerien, Schulen, Einkaufszentren und anderen öffentlichen Einrichtungen Litauens präsentiert.
Die Einrichtung arbeitet eng mit den Nichtregierungsorganisationen der nationalen Minderheiten (deutschen, armenischen, belarussischen, polnischen, der Roma, russischen, tatarischen, ukrainischen, jüdischen u. a.) zusammen. In den Räumen der Einrichtung finden stets Veranstaltungen der Gemeinschaften der nationalen Minderheiten, Versammlungen und Repetitionen der Kunstkollektive statt.
Das ist die einzige Einrichtung in der Region Kaunas mit solcher Art der Tätigkeit.  Eine ähnliche Einrichtung in Vilnius heißt Haus der nationalen Gemeinschaften.

## Internationale Zusammenarbeit
Die Einrichtung initiiert und organisiert internationale Projekte nach den EU-Programmen: seit 2007 – "Das Lernen das ganze Leben lang" ("Grundtvig", "Leonardo da Vinci") und  "Unternehmerische Jugend", seit 2014 – "Erasmus+". Sie pflegt Beziehungen mit den Partnern der Tätigkeit im Ausland: Deutschland, Großbritannien, Norwegen, Island u. a. Sie beteiligt sich an Projekten anderer Einrichtungen. Die Belegschaft der Verwaltung der Einrichtungen macht ihre Fortbildung an internationalen Schulungen und Seminaren, sie fahren zu Konferenzen, Berufspraktiken, Austauschreisen der Jugend und Erkenntnisbesuchen nach EU-Programmen.